# 吕高
呂高（1505年—1557年），字思抑，一字山甫，號江峰，丹徒（今属江蘇）人。明朝官員，文學家。為明代嘉靖八才子之一。《明史》有傳。

## 生平
幼年從舅氏邬绅受学，治《易經》，應天府鄉試第一百一名舉人，年二十五歲中式嘉靖八年（1529年）己丑科會試第一百七十二名，第二甲第八十六名進士。授户部主事，管理太仓，又监视淮南常盈仓，轉兵部武选司主事，奉命往辽阳募兵，进本司员外郎、车驾司郎中，出为山東提學副使，遲鳳翔、石茂華、杨选等人皆其湖南书院中门生。升行太仆寺少卿，未任，嘉靖二十四年三月因兵部吏员竄改黄册被罢官。死後李開先为其立傳，序其遺文。

## 著作
著有《江峰漫稿》、《湖南訓規》。

## 家族
曾祖吕昂。祖父吕經，義官。父吕宗美。母邬氏。具庆下。兄吕谷、吕唐。